# 巴爾博薩 (安蒂奧基亞省)
巴爾博薩（西班牙語：Barbosa）是哥倫比亞的城鎮，位於該國西北部，由安蒂奧基亞省負責管轄，距離首府麥德林36公里，始建於1795年，面積206平方公里，海拔高度1,300米，2005年人口42,537。
6°26′20″N 75°19′59″W / 6.439°N 75.333°W